# Джон Сърл
Джон Роджърс Сърл (на английски: John Searle; р. 31 юли 1932 в Денвър) е американски философ и понастоящем Слусърски професор по философия в Калифорнийския университет в Бъркли (UC Berkeley). Широкопризнат за неговите приноси за философия на езика, философия на съзнанието и социалната философия, той започва да преподава в Бъркли през 1959 г.